# Radar Scope
Radar Scope (レーダースコープ Rēdā Sukōpu?) es un juego de arcade de Matamarcianos de 1980 desarrollado por Nintendo R&D1 y publicado por Nintendo. El jugador asume el papel de la nave espacial Sonic Spaceport y debe acabar con las formaciones de una raza enemiga conocida como Gamma Raiders antes de que destruyan la estación espacial del jugador. La jugabilidad es similar a Space Invaders y Galaxian, pero ambientada en un ángulo de perspectiva forzado.
Radar Scope fue un fracaso comercial y creó una crisis financiera para la subsidiaria Nintendo of America. Su presidente, Minoru Arakawa, pidió a su suegro, el presidente de Nintendo, Hiroshi Yamauchi, que le enviara un nuevo juego que pudiera convertir y salvar miles de máquinas Radar Scope sin vender. Esto motivó la creación de Donkey Kong. Radar Scope es uno de los primeros proyectos de videojuegos del artista Shigeru Miyamoto y del compositor Hirokazu Tanaka.
Retrospectivamente, los críticos han elogiado a Radar Scope por su jugabilidad y diseño, siendo una iteración única de la plantilla de Space Invaders. Un crítico lo calificó como uno de los juegos más importantes de Nintendo porque su fracaso comercial condujo inadvertidamente a la creación del personaje mascota de Nintendo y ayudó a allanar el camino para la entrada de la compañía en el mercado de los videojuegos de consola.

## Jugabilidad
Radar Scope es un fixed shooter en una perspectiva forzada sobre un fondo azul degradado, descrito a menudo como un cruce entre Galaxian y Space Invaders. El jugador pilota la nave espacial Sonic Spaceport y debe defender la estación espacial contra enemigos llamados Gamma Raiders. El juego implica superar cada etapa de los Gamma Raiders sin chocar con ellos o sus proyectiles. Cada etapa coloca a 48 Gamma Raiders en una formación, que se separan y se precipitan hacia el jugador. Algunos simplemente se abalanzarán y dispararán al jugador, y otros intentarán chocar contra la estación espacial. El Sonic Spaceport tiene un medidor de daño en la parte inferior de la pantalla, que se agota con el fuego enemigo. El jugador puede perder una vida al permitir que este medidor se agote o al chocar con un Gamma Raider o su proyectil. Se produjeron tres tipos de gabinetes de arcade: uno vertical estándar, una versión de mesa y un gabinete de asiento poco común.

## Desarrollo y lanzamiento
A fines de la década de 1970, Nintendo Co., Ltd. comenzó a cambiar su enfoque de los juguetes y las cartas al mercado de las salas de juegos. Esto siguió a la crisis del petróleo de 1973, que aumentó el costo de la fabricación de juguetes y al éxito generalizado de los Space Invaders de Taito en 1978. Nintendo había experimentado brevemente con juegos de armas de arcade electromecánicos como Wild Gunman y Laser Clay Shooting System, seguidos de videojuegos de arcade como EVR-Race, Sheriff, Space Fever y la línea Color TV Game de consolas domésticas dedicadas.
Radar Scope fue creado por Nintendo Research & Development 2 (I + D2). Masayuki Uemura dirigió el desarrollo del juego, mientras que Hirokazu Tanaka programó el audio y compuso la música. Shigeru Miyamoto ayudó en la producción artística del juego como uno de sus primeros proyectos de videojuegos; sin embargo, su papel en el desarrollo a menudo se debate, y algunos afirman que diseñó los gráficos en pantalla y otros dicen que simplemente creó la obra de arte del gabinete arcade. El libro Game Over de David Scheff afirma que Miyamoto encontró el juego "simplista y banal" después de que se completó.
Radar Scope fue lanzado en Japón en diciembre de 1980. Ese mismo año, Minoru Arakawa estableció la subsidiaria Nintendo of America en la ciudad de Nueva York. Basado en pruebas favorables en las salas de juego en Seattle, apostó la mayor parte del modesto presupuesto corporativo de la compañía en pedir 3.000 unidades de Radar Scope de Nintendo Co., Ltd.: 103–105  El envío de las unidades a Nueva York en barco requirió cuatro meses, sin embargo, momento en el que Nintendo tuvo dificultades para mantener el interés en el juego. Se vendieron un total de 1,000 unidades de Radar Scope a una recepción decepcionante, y las 2,000 restantes se ubicaron en el almacén de Nintendo. Este costoso fracaso puso a Nintendo of America en una crisis financiera.
Con Nintendo of America en apuros, Arakawa trasladó la compañía al área de Seattle para reducir el tiempo de envío y le pidió a su suegro y al director ejecutivo de Nintendo, Hiroshi Yamauchi, que desarrollara un nuevo juego que pudiera adaptarse a los gabinetes Radar Scope no vendidos.: 103–105  Yamauchi encuestó a todo el grupo de talentos de la compañía en busca de nuevos conceptos de diseño de juegos que pudieran satisfacer las necesidades de Nintendo of America. El resultado fue el debut de Shigeru Miyamoto como diseñador principal del juego con Donkey Kong, protagonizado por Mario y lanzado en 1981.: 106  Los kits de conversión de Donkey Kong que consisten en chips ROM y gráficos de marquesina de gabinete fueron enviado a Nintendo of America e instalado en más de 2000 máquinas Radar Scope por un pequeño equipo que incluía a Arakawa y su esposa.: 109 

## Recepción y legado
Radar Scope fue un fracaso comercial para Nintendo tras su lanzamiento. De un estimado de 3,000 gabinetes de juegos electrónicos enviados solo a los Estados Unidos, 1,000 se vendieron a una recepción decepcionante y los 2,000 restantes se quedaron sin vender en el almacén de Nintendo. El rescate del hardware Radar Scope no vendido, mediante la creación de Donkey Kong y Mario, proporcionó a la empresa su primer gran éxito internacional y una ganancia inesperada de 280 millones de dólares. Esto rescató a Nintendo of America de la crisis financiera, estableció a Nintendo como una marca prominente en Estados Unidos y ayudó a financiar el lanzamiento de Nintendo Entertainment System.: 111 
En una revisión retrospectiva de 1998, Earl Green de Allgame dijo que la perspectiva 3D es una idea única para la época, y que Radar Scope mejoró la tendencia de innumerables juegos con el estilo de los arquetípicos Space Invaders. Al escritor de Shack News, Greg Burke, le gustó el colorido y la interesante jugabilidad del juego que lo diferencian de juegos como Galaxian y Space Invaders. 1UP.com criticó la falta de "diseño ajustado" como se encuentra en Galaxian, y por sus efectos de sonido estridentes y molestos. Dijeron que la perspectiva en tercera persona es una innovación única, imitada años más tarde por juegos como Juno First de Konami y Beamrider de Activision.
En 2014, Jeremy Parish de USGamer dijo que Radar Scope "pertenecía a la mejor clase de copias [de Space Invaders]". Aplaudió enormemente la perspectiva 3D por proporcionar una sensación única de progresión y profundidad. Estaba decepcionado de que el juego haya sido poco reconocido a lo largo de las décadas debido a su escasa historia y su escasez, y escribió: "Lamentablemente, Radar Scope tiende a pasarse por alto como un asunto sin importancia real: un juego fallido cuya única contribución positiva a la historia del juego brindaba la oportunidad de que apareciera algo mejor. Sin embargo, la verdad es que Radar Scope no fue un mal juego en absoluto; sus crímenes fueron en cambio una simple cuestión de tiempo y de ser el foco de las ambiciones mal concebidas de Nintendo". Dijo que Radar Scope creó una "palanca" que permitió a Nintendo impulsarse con éxito en el mercado de las consolas.